# Era stupendo
Chansons représentant la Suisse au Concours Eurovision de la chanson
Vampires Are Alive
(2007) The Highest Heights
(2009)
Era stupendo est la chanson représentant la Suisse au Concours Eurovision de la chanson 2008. Elle est interprétée par Paolo Meneguzzi.
La chanson est présentée au public comme la chanson suisse au Concours le 13 janvier 2008 aux Swiss Music Awards.
Elle est composée avec le Suédois Mattias Brånn. Le 20 janvier 2008, le tabloïd suédois Aftonbladet croit que la chanson est un plagiat de It Can Only Get Better d'Amy Diamond.
La chanson participe d'abord à la deuxième demi-finale le jeudi 22 mai.
La chanson est la septième de la soirée, suivant Zemrën e lamë peng interprétée par Olta Boka pour l'Albanie et précédant Have Some Fun interprétée par Tereza Kerndlová pour la Tchéquie.
À la fin des votes, la chanson obtient 47 points (notamment 12 points de l'Albanie et 10 points de la Moldavie et prend la treizième place sur dix-neuf participants. Elle n'est pas qualifiée pour la finale.

## Classements

### Classements hebdomadaires
| Classements (2010)           | Meilleure position |
| ---------------------------- | ------------------ |
| Suisse (Schweizer Hitparade) | 11                 |